# Acanthoderes parvimacula
Acanthoderes parvimacula är en skalbaggsart som beskrevs av Dmytro Zajciw 1964. Acanthoderes parvimacula ingår i släktet Acanthoderes och familjen långhorningar. Inga underarter finns listade i Catalogue of Life.